# أندي وليامز (لاعب كرة قدم مواليد 1977)
أندي وليامز (بالإنجليزية: Andy Williams)‏ هو لاعب كرة قدم بريطاني في مركز الدفاع، ولد في 8 أكتوبر 1977 في برستل في المملكة المتحدة. شارك مع منتخب ويلز تحت 21 سنة لكرة القدم ومنتخب ويلز لكرة القدم. أما مع النوادي، فقد لعب مع سويندون تاون ونادي باث سيتي ونادي ساوثهامبتون.

## وصلات خارجية
- أندي وليامز على موقع قاعدة بيانات كرة القدم.إي يو (الإنجليزية)
- أندي وليامز على موقع ناشيونال فوتبول تيمز (الإنجليزية)
- أندي وليامز على موقع Soccerbase.com (لاعب) (الإنجليزية)
- أندي وليامز على موقع عالم كرة القدم.نت (الإنجليزية)